# Jan Sokołowski z Warzymowa

Herb Pomian

Jan Sokołowski z Warzymowa herbu Pomian (zm. XVII w.) – kasztelan bydgoski (1628–1636), starosta radziejowski (1620–1630), starosta obornicki (1631).

## Życiorys
Syn Jarosława Wojciecha, kasztelana brzeskiego kujawskiego i Doroty Spławskiej, córki Jana Spławskiego z Granowa, kasztelana i wojewody inowrocławskiego. Brat Macieja, starosty radziejowskiego. Poślubił Mariannę Tuczyńską, córkę Krzysztofa Tuczyńskiego, kasztelana poznańskiego. Ojciec Krzysztofa (ur. 28 kwietnia 1628) i Anny. 
Pełnił urząd kasztelana bydgoskiego w latach 1628–1636. Był starostą radziejowskim w latach 1620–1630, a starostą obornickim w 1631 roku. Poseł województw poznańskiego i kaliskiego na sejm warszawski 1626 roku i sejm nadzwyczajny 1629 roku.